# ANKRD37
ANKRD37 (англ. Ankyrin repeat domain 37) – білок, який кодується однойменним геном, розташованим у людей на 4-й хромосомі. Довжина поліпептидного ланцюга білка становить 158 амінокислот, а молекулярна маса — 16 872.
| 10         |  | 20         |  | 30         |  | 40         |  | 50         |
| ---------- |  | ---------- |  | ---------- |  | ---------- |  | ---------- |
| MLLLDCNPEV |  | DGLKHLLETG |  | ASVNAPPDPC |  | KQSPVHLAAG |  | SGLACFLLWQ |
| LQTGADLNQQ |  | DVLGEAPLHK |  | AAKVGSLECL |  | SLLVASDAQI |  | DLCNKNGQTA |
| EDLAWSCGFP |  | DCAKFLTTIK |  | CMQTIKASEH |  | PDRNDCVAVL |  | RQKRSLGSVE |
| NTSGKRKC   |  |            |  |            |  |            |  |            |

A: Аланін

C: Цистеїн

D: Аспарагінова кислота

E: Глутамінова кислота

F: Фенілаланін

G: Гліцин

H: Гістидин

I: Ізолейцин

K: Лізин

L: Лейцин

M: Метіонін

N: Аспарагін

P: Пролін

Q: Глутамін

R: Аргінін

S: Серин

T: Треонін

V: Валін

Локалізований у цитоплазмі, ядрі.